# زيوف
الزيوف هو مصطلح عربي يعني النقود الرديئة أو النقود المزيفة، وزيوف هي جمع زيف، وهو في الأصل مصدر ثم وصف بالمصدر، فيقال: درهم زيف، ودراهم زيوف، ويقال دراهم زائفة، وقال بعضهم هي النقود الرديئة مسكوكة بمواد غير معترف بها لها وزن الاصلية، وفي الفقه الاسلامي يجوز التعامل بدراهم زيوف أي مغشوشة وإن جهل المرء قدر غشها عند جمهور الفقهاء سواء أكانت ذات قيمة دنيا عرف مقدار زيفها، ولا يضر اختلاطها بالنحاس، لأن المقصود رواجها عند الناس بنقود رديئة، وكان العرب قديماً يتعاملون بنقود العجم من الفرس والروم وكان بها النقود رديئة، وورد في المعاملات الإسلامية أن النبي محمد لم يضرب نقوداً ولا الخلفاء الراشدون من بعدهِ، وكانوا إذا زافت النقود عندهم يأتوا بها إلى السوق وقالوا: من يبيعنا هذه!؟.
وسئل الامام أحمد بن حنبل عن دراهم زائفة يقال لها المسيبة وتكون عامة مادتها من عنصر النحاس إلا أن فيها شيئاً من الفضة، فقال : إذا كان شيئاً اصطلحوا عليه، أرجو ان لا يكون بهِ بأس. وقال أيضاً: لا ينبغي أن يغر أو يغش بها المسلمين ولا أقول إنها حرام.
وصرح الأئمة الحنفية بعدم جواز أخذها والتعامل بها.
وفي العموم من الناحية الشرعية في التعامل النقدي للعملات الرديئة ومن كانت عنده شيئاً من الزيوف والنقود التالفة يجب عليهِ ان لا يبيعها للناس حتى يبين عيبها، لانه ربما خلطها بنقود ودراهم جيدة فيغش ويكون بذلك تغريراً للمشتري وتوهيماً لهُ، وورد في حديث عبد الله بن مسعود رضي الله عنه: ((انه باع نفاية بيت المال وكانت زيوفاً وقسية))، والقسية ضرب من النقود الفضية الصلبة التي تزداد بها نسبة من معادن أخرى رخيصة الثمن، ولا يخرج اصطلاح الفقهاء في المعنى العام عن المعنى اللغوي، ولكن للزيوف اسم آخر في الوقت الحاضر ومنه المصطلح الاقتصادي تبييض الأموال.